# Dofí de Fraser
El dofí de Fraser (Lagenodelphis hosei) és un cetaci de la família dels delfínids (dofins oceànics) que es troba en aigües profundes de l'oceà Pacífic i en menor mesura als oceans Índic i Atlàntic.